# Prvenstvo Hrvatske u vaterpolu za žene 2007.
Prvenstvo Hrvatske u vaterpolu za žene za žene 2007.
Braniteljice naslova iz sezone 2006. su bile vaterpolistice splitske "Bure".

## Sudionice
Sudionice su djevojčadi riječkog "Primorja", šibenske "Viktorije", splitska "Bura", dubrovački "Jug", "Gusar" i "Delfin".

## Natjecateljski sustav
Igralo se po dvokružnom liga-sustavu, pri čemu se jedna utakmica igrala na domaćem, a jedna na gostujućem terenu. Za pobjedu se dobivalo dva boda, za neriješeno bod. 

## Konačna ljestvica
```
Mj. Klub     Ut Pb  N Pz Pos:Pri Bod
1. 
Primorje
  10  9  0  1 136: 42  18
2. 
Bura
      10  8  0  2 102: 65  16
3. Jug       10  5  1  4  80: 80  11
4. Viktoria  10  3  2  5  81: 99   8
5. Gusar     10  2  1  7  60:126   5
6. Delfin    10  1  0  9  69:115   2
```